# Idioma kombe
El idioma kombe, o ngumbi, es uno de los idiomas bantúes del grupo oeste. Es hablado por el pueblo kombe en la costa de Guinea Ecuatorial.

## Ejemplos en kombe
```
                Hola: Amboloo
                ¿Cómo estás?: ¿Eí djaa?
                Mañana: Emene
                Cocina (lugar): Kichini
                Baño (lugar): Bacaossi o Mbadi e tiquí
                Comida: Bedjá
```

Y más palabras lo componen, el kombe actual es hablado a la vez con español, prueba que demuestra la pérdida y prestamismo del dialecto (ya que hay palabras que se han perdido, o no existen). Ejemplos:
"¿Ove e via registree é seguridad social móo?" = ¿Tú te has registrado en la seguridad social no?
"Ngué na í Vily, na sandi articulo meni égala wikipedia" = Soy Vily (nombre africano, dado de la tribu ndowé), hago este artículo para la Wikipedia.
"Jangue a mé aé Mbongoló, mú a via balee na Mbogi, ñangué a mé" = Mi padre es Mbongoló, él se casó con Mbogi, mi madre.

Como se puede apreciar, posee uno de los rasgos característicos de las lenguas bantúes, y son las terminaciones en vocal de todas las palabras. Al igual que el gran uso de prefijos para los tiempos y números:

Le é vaa = Estamos aquí
Iñueni le é vaa = Nosotros estamos aquí
¿Randi a é`evara? = ¿Quién (o quiénes) están ahí?
¿Rá? = ¿Quién?
¿Wa nii? = ¿Quién de nosotros?
Evoko = Uno   
Ñe baa = Dos
Ñe lalo = Tres
Na tocandi = Quiero (lo/la)
Nabé toca = No quiero
Ngüe na tokandi na diaka mokua = Yo quiero comer sopa
Naa bee na molema = No tengo corazón
E vìa na pembe = Has traído panes

Los sufijos son más complejos, y como observamos antes, normalmente es el prefijo quien tiende a no cambiar, mientras que la palabra que lo acompaña para indicar de qué se trata es la que se va modificando.